# Mount Macelwane
Mount Macelwane är ett berg i Antarktis. Det ligger i Västantarktis. Chile gör anspråk på området. Toppen på Mount Macelwane är 1 663 meter över havet.
Terrängen runt Mount Macelwane är en högslätt. Trakten är obefolkad. Det finns inga samhällen i närheten.